# Eumyias sordidus
El papamoscas de Ceilán (Eumyias sordidus) es una especie de ave paseriforme de la familia Muscicapidae endémica de Sri Lanka.

## Distribución y hábitat
Se encuentra únicamente en las selvas húmedas tropicales de las montañas del sur de la isla de Ceilán.

## Estado de conservación
Se encuentra amenazada por la pérdida de su hábitat natural.

## En la cultura
Aparece en los billetes de 50 rupias cingalesas (serie de 2010).